# Dentalium elephantinum
Dentalium elephantinum, también conocido como colmillo de elefante, es una especie de molusco escafópodo de la familia Dentaliidae.

## Características
La concha de Dentalium elephantinum presenta una abertura en cada extremo como en todos los escafópodos. Tiene en promedio unas 10 fuertes costillas longitudinales, aunque este número puede variar entre 8 y 17. La concha está teñida de bandas de color verde oscuro o incluso de color verde, el cual se desvanece a blanco hacia la punta. Cuando está completamente desarrollado, o sea adulto, la concha mide hasta 7 cm de largo y 11 mm de ancho en el extremo frontal, el punto más ancho.

## Distribución
La especie Dentalium elephantinum se distribuye en el Mar Rojo, el Océano Índico, las islas de Ambon en Indonesia y el Océano Pacífico sur, incluidas las islas Filipinas. Este animal suele vivir en la zona costera por encima de los 40 m, parcialmente enterrados en la arena, con el extremo estrecho del caparazón sobresaliendo.